# Mantrodi, Savanur
Mantrodi là một làng thuộc tehsil Savanur, huyện Haveri, bang Karnataka, Ấn Độ.